# پرس ۳ ال‌ار

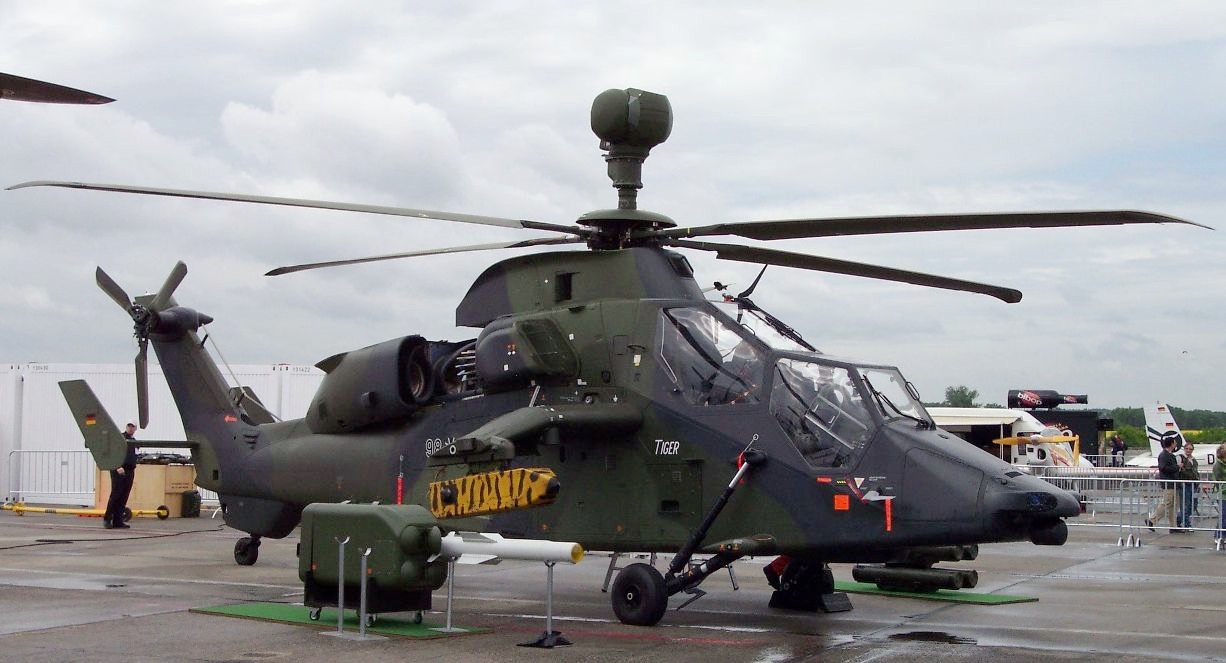
هلیکوپتر تایگر (بال‌گرد) ارتش آلمان مجهز به موشک PARS 3

PARS 3 LR در زبان آلمانی؛ که به TRIGAT-LR (سومین نسل موشکهای ضد تانک کوتاه برد) مشهور است و در فرانسوی AC 3G گفته می‌شود که به تازگی (۲۰۰۸) توانسته‌اند آن را به قابلیت شلیک و بعد هیچ مجهز کنند؛ این موشک برای مسافتهای دور در نظر گرفته شده‌است و برای انهدام انواع تانکها، بالگردها و دیگر هدف‌های منحصر بفرد طراحی شده و اکثر آنهاهنگامی که قدرت آشکارسازی و رهگیری موشک را دست کم می‌گیرند، منهدم می‌شوند؛ بنابراین این یک سیستم جنگ‌افزاری قدرتمند برای تایگر (بال‌گرد) نسخه UHT و HAD بشمار می‌آید. این موشک بعد از هر دفعه شلیک، می‌تواند به فاصله ۴ تا ۸ ثانیه شلیک دوم را انجام دهد. این موشک می‌تواند هم به صورت مستقیم روی اهداف فرود آید و هم به وسیلهٔ لانچرهای زمینی پرتاب شود.

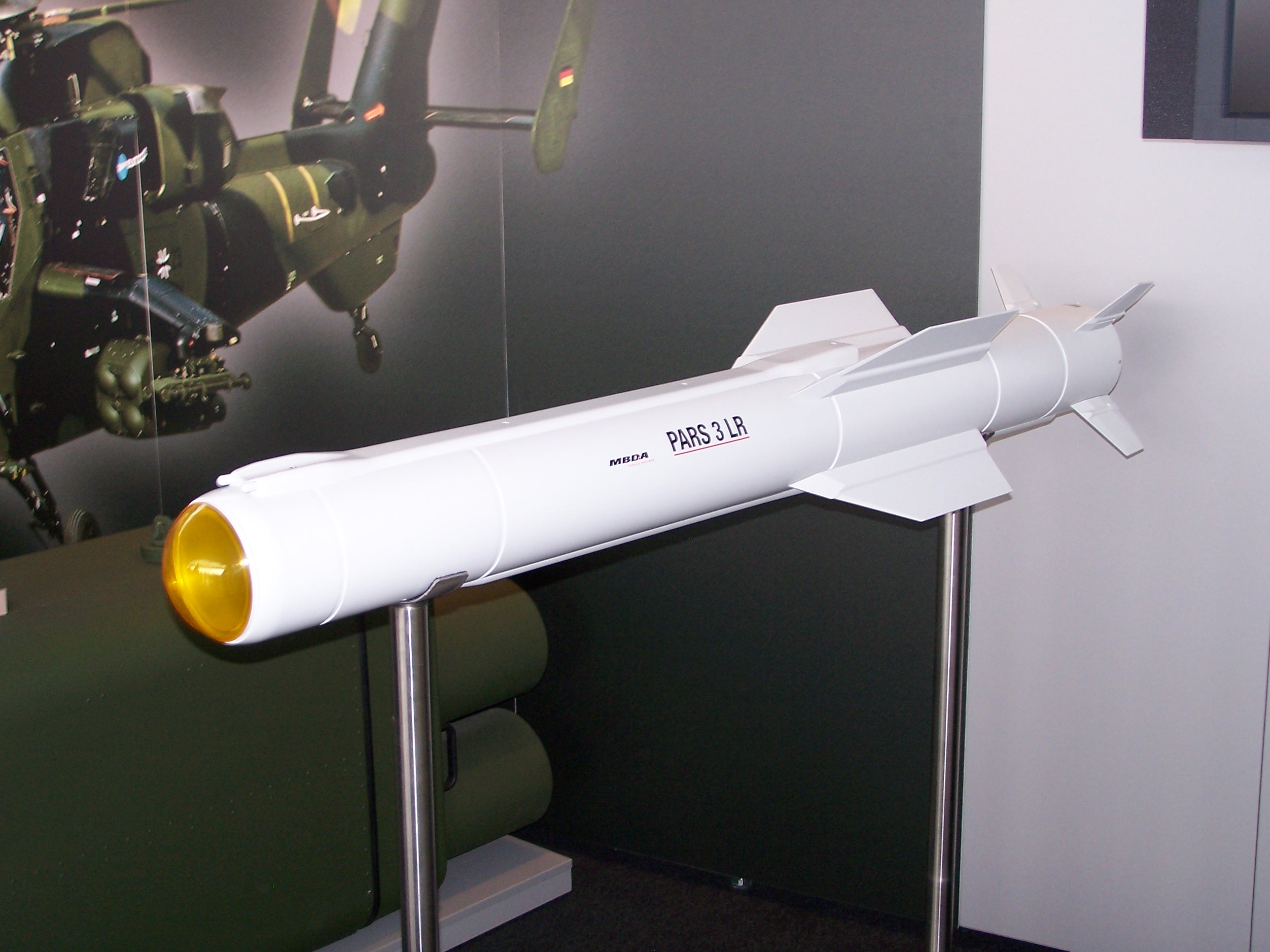
PARS 3 LR

## توسعه

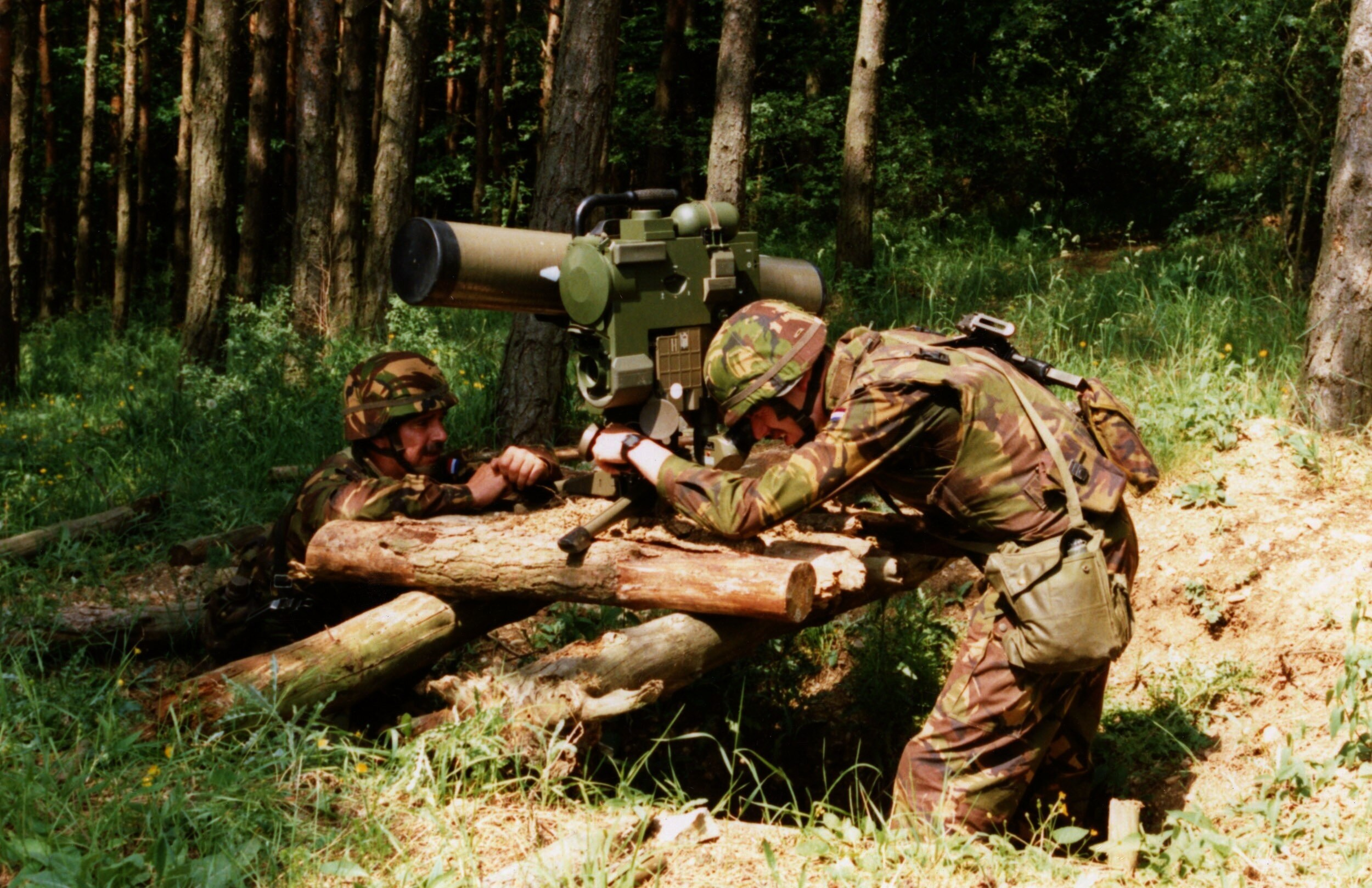
سربازان هلندی در حال آزمایش Trigat-MR (نسل سوم ضد تانک با برد متوسط).آنها برای اینکار سلاح(با محفظه موشک جداگانه) را روی میله های چوبی قرار می دهند.

این برنامه آلمانی توسط آلمان، فرانسه و بریتانیا راه اندازی شد؛ بعد از مدتی بریتانیا از این طرح خارج شد و فقط آلمان و فرانسه در این طرح باقی ماندند. پیمانکار عمده کارهای این موشک (از جمله ساخت و توسعه)، Diehl BGT Defence آلمان و LFK آلمان بوده‌است؛ و اکنون در دست یک شرکت فرعی آلمانی-فرانسوی بنام EADS می‌باشد. مدل برد متوسط و قابل حمل این موشک، Trigat-MR (که MR به معنی Medium Range یا برد متوسط است) نامیده می‌شود؛ که برای تولیدش برنامه‌ریزی شد ولی بعد از مدتی این طرح لغو شد. بعد از مدتی طرح سامانه Trigan پیشنهاد شد که این طرح مبنای طرح موشک Milan ۳ و Trigat-MR قرار گرفت. فرانسه و آلمان در مجموع ۶۸۰ تیر از این موشک به قیمت ۳۸۰ میلیون یورو سفارش داده‌اند؛ که تا اوایل سال ۲۰۱۰ تحویل داده خواهد شد.